# كبريتية حليزنية زرنيخية الشعبة
كبريتية حليزنية زرنيخية الشعبة (بالإنجليزية: Sulfurospirillum arsenophilum)‏ هي نوع من البكتيريا، سلبية الغرام، تتبع الكبريتية حليزنية.